# 來丸站
來丸站（日语：／ Raimaru eki */?）是位於石川縣能美郡辰口町來丸町（現時：能美市），北陸鐵道能美線的鐵路車站（廢站）。

## 歷史
- 1925年（大正14年）6月5日：能美電氣鐵道開設此站[1]。
- 1938年（昭和13年）10月27日（通知）月台牆身由木製變為混凝土。月台長度由9m144cm延長至15m[2]。
- 1939年（昭和14年）8月1日：金澤電氣軌道收購合併能美電氣鐵道[3]。
- 1941年（昭和16年）8月1日：北陸合同電氣（現時：北陸電力）合併金澤電氣軌道。
- 1943年（昭和18年）10月13日：在轉讓業務下，成為北陸鐵道能美線車站。
- 1980年（昭和55年）9月14日：能美線全線廢除，此站也被廢除[1]。

## 車站構造
此站是地面車站，設有1面1線的單式月台。月台上設有木製候車室。從車站啟用至廢除之止都是無人車站。
曾經車站周邊設有紡織品工場，因此有許多通勤客使用此站。

## 現狀
廢線遺址建設了名為「健康道路」的道路。在路軌遺址兩邊的櫻花還存在。車站遺址還未再開發，但是設置了紀念碑。

## 相鄰車站
北陸鐵道
能美線
火釜－來丸－辰口溫泉

## 注腳
1. 1 2  今尾惠介《日本鐵道旅行地圖帳》6號 北信越（新潮社、2008年）p.28
2. 1 2 3  RM LIBRARY 230 北陸鉄道能美線（寺田裕一著　Neko出版　2018年10月1日初版）p.39 - 41
3. ↑  7月27日 得到許可「鉄道譲渡」《官報》1939年7月31日（國立國會圖書館數碼化收藏）
4. 1 2 3  能美市『能美電ものがたり 運行時の各駅と現在』 （页面存档备份，存于）（日語）（PDF）

## 相關項目
- 日本鐵路車站列表 Ra